# Nick Lampson
Nicholas Valentino "Nick" Lampson, född 14 februari 1945 i Beaumont, Texas, är en amerikansk demokratisk politiker. Han var ledamot av USA:s representanthus 1997-2005 och 2007-2009.
Lampson gick i skola i South Park High School i Beaumont. Han studerade vid Lamar University i Beaumont. Han avlade 1968 sin kandidatexamen och 1971 sin master.
Lampson besegrade sittande kongressledamoten Steve Stockman i kongressvalet 1996. Han omvaldes 1998, 2000 och 2002. Han förlorade mot republikanen Ted Poe i kongressvalet 2004. Lampson besegrade sedan sittande kongressledamoten Shelley Sekula-Gibbs i kongressvalet i USA 2006. Han kandiderade till omval men besegrades av Pete Olson i kongressvalet i USA 2008.